# Hemigrammus hyanuary
Espèce
Statut de conservation UICN

 LC  : Préoccupation mineure
Le Tétra Costello (Hemigrammus hyanuary), est une espèce de poisson d'eau douce de la famille des Characidés originaire d'Amérique du Sud.
C'est un poisson populaire en aquariophilie.